# Кукучка, Ежи
Юзеф Е́жи «Юрек» Куку́чка (пол. Józef Jerzy Kukuczka; 24 марта 1948, Катовице, Польская Республика — 24 октября 1989, Лхоцзе, Гималаи, Непал) — польский альпинист, второй (после Райнхольда Месснера) в мире восходитель на все восьмитысячники планеты. Офицер Ордена Возрождения Польши (посмертно), золотого и серебряного Креста Заслуги, кавалер серебряного Олимпийского ордена XV зимних олимпийских игр (Калгари, 1988), одиннадцатикратный обладатель золотой медали «За выдающиеся спортивные достижения», почётный член Польской ассоциации альпинизма (PZA) (посмертно).
Для обретения «Короны Гималаев» Ежи Кукучке понадобилось чуть меньше восьми лет (Р. Месснеру шестнадцать — на последний он поднялся 17 октября 1986 года, Кукучка менее года спустя — 18 сентября 1987-го). На десять из четырнадцати восьмитысячников планеты Ежи поднялся по новым маршрутам, на семь из них в альпийском стиле, на четыре впервые зимой. Восхождения на шесть из них были осуществлены в течение менее чем двух календарных лет.
Погиб в результате обрыва страховочной верёвки во время попытки восхождения на Лхоцзе по Южной стене с последующим срывом на почти 2000 метров. Тело не найдено. Формально захоронено в ледниковой трещине у подножия стены.

## Биография
Ежи Кукучка родился в Катовице, Польша, в типичном, по его словам, «фамилёке». Его родители были родом из Истебны — небольшой польской деревушки в Силезских Бескидах, и свою любовь к горам впоследствии он объяснял происхождением предков. После окончания школы окончил профессиональное училище и работал на Катовицком заводе Wytwórczych Urządzeń Sygnalizacyjnych — предприятии по производству различных систем сигнализации.
Его первое знакомство с горами состоялось в начале осени 1965 года, когда коллега по работе пригласил Ежи полазить в Подлесице — одном из немногих польских центров скалолазания: «Я сделал фантастическое открытие. Всё остальное перестало для меня существовать». После этого Ежи вступил в Татерницкий скаутский клуб, но при этом параллельно занимался тяжёлой атлетикой в секции клуба Шопенице, где добился неплохих результатов. Однако после требования тренера выбрать что-то одно, Кукучка выбрал альпинизм. В 1966-м он окончил начальную школу альпподготовки, совершив первое тренировочное восхождение по классическому маршруту на Монаха. В том же году вступил в Катовицкий альпклуб. Последующие годы он оттачивал свои навыки в Татрах, в конце 1960-х проходил срочную службу в армии, из-за чего занятия альпинизмом на время пришлось прекратить.
Он вновь вернулся в горы зимой 1971 года и уже в середине апреля (с 16 по 18-е) совершил первое зимнее восхождение на Малы-Млынаж по маршруту Kurtykówka (VI+) — первому маршруту в Татрах высшей категории сложности, годом ранее проложенному связкой, в которую входил Войтек Куртыка. В этом же году он прошёл диретиссиму северо-восточной стены на Малего-Млынажа и совершил ещё целый ряд успешных восхождений. Его спортивные достижения не остались не замеченными, и в 1972 году Польским альпклубом он был приглашён для участия в сборах в Доломитах, во время которых в связке с Ежи Каллом (пол. Jerzy Kalla), Тадеушем Лаукайтысом (пол. Tadeusz Łaukajtys) и Збигневом Вахом (пол. Zbigniew Wach) проложил новый маршрут на Торре-Триесте, который итальянцы назвали «Диреттиссима-делли-Полаччи» (польской диретиссимой). За это восхождение вся команда была удостоена медалей «За выдающиеся спортивные достижения».
Зимой-летом 1973 года Ежи вновь побывал в Альпах, где, оттачивая мастерство, совершил ещё целый ряд восхождений, из которых выделяют новый маршрут на Пти-Дрю «Petit Jean» (вместе с М. Лукашевским и В. Куртыкой), названный поляками в честь соотечественника Яна Франчука (Jan Franczuk), погибшего в Каракоруме. Год спустя Кукучка попробовал свои силы в высоких горах, и этот первый высотный опыт стал не самым удачным в его карьере — во время восхождения на Мак-Кинли (Аляска) по западному канту южной стены (англ. Western Rim of South Face) он серьёзно страдал от высотной болезни, но, несмотря на это, «на силе воли», получив обморожения ног, сумел успешно завершить восхождение.
В 1975-м он получил квалификацию тренера по альпинизму, и в том же году прошёл новый маршрут на Пуэнт-Елена на Гранд-Жорас (3-4 августа, с М. Лукашевским и В. Куртыкой). В 1976-м принял участие в польской экспедиции в Гиндукуш, в ходе которой покорил свой первый семитысячник — вершину Kohe-Tez (7015 м), а на следующий год попытался подняться на первый восьмитысячник — Нанга-Парбат, но эта попытка не увенчалась успехом — с Марянем Пекутовским (пол. Marian Piekutowski) он смог достичь лишь высоты 7950 метров. В 1978-м он вновь отправился в Гиндукуш — на этот раз ему покорилась Тирич-Мир (7708 м) на севере Пакистана. Последующие годы альпинистской карьеры он практически целиком провёл в Гималаях.

### Восхождения в Гималаях
Его первым восьмитысячником в карьере стала Лхоцзе (8501 м), на которую он поднялся 4 октября 1979 года вместе с Анджеем Чоком, Анджеем Хейнрихом и Янушем Сторкимом (пол. Janusz Skorkiem) по классическому маршруту в рамках «Польской экспедиции на Лхоцзе», организованной альпклубом Гливи́це при участии Катовицкого и Опольского альпклубов.
Годом позже поляки под общим руководством Анджея Завады — идеолога зимних первопрохождений на восьмитысячники — организовали «сдвоенную» экспедицию на Эверест, которая длилась почти полгода (с декабря 1979 года по июнь 1980 года), и которая представляла, по сути, два различных мероприятия. Зимой вершина впервые в истории покорилась Кшиштофу Велицкому и Лешеку Цихы, а весной, 19 мая 1980 года, по новому — польскому — маршруту по южному контрфорсу вершины Кукучке и Чоку. Это было единственное восхождение, на котором Ежи пользовался дополнительным кислородом (но только до Южной вершины).

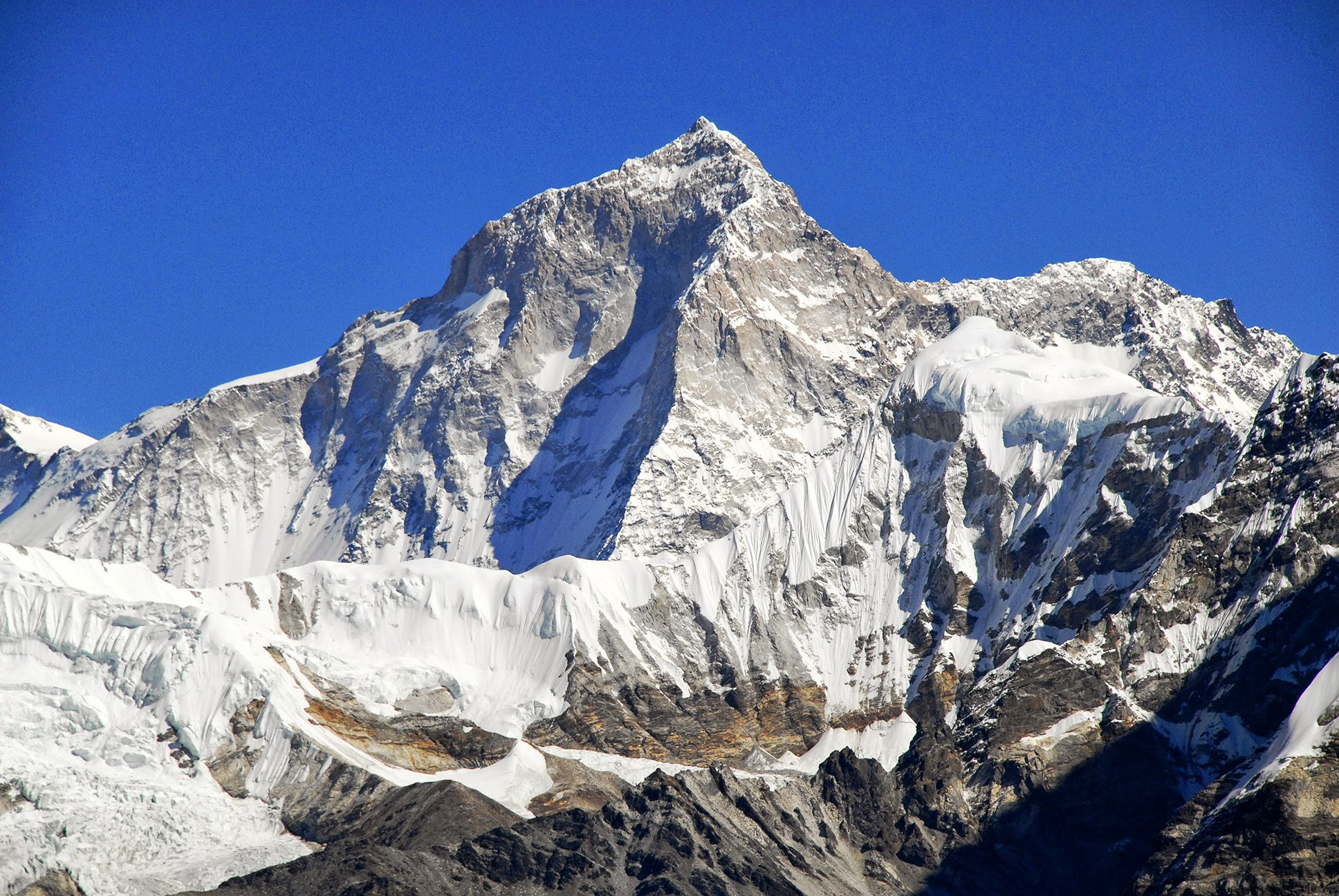
Западная стена Макалу (8485 м). Видимый слева гребень — северный — путь подъёма Кукучки. Сама вершина с данного ракурса не видна

В 1981 году международная команда альпинистов East-West Precipice Fellowship (IWPF) под руководством Войтека Куртыки дважды штурмовала западную стену Макалу. Весенняя попытка четырёх европейских и двух непальских спортсменов из-за погодных условий не увенчалась успехом. Осенью (сентябрь-октябрь) команда Куртыки, состоящая всего из трёх альпинистов — его самого, Кукучки и британца Алекса Макинтайра, предприняла повторный штурм. Во время акклиматизационного выхода они за 20 дней поднялись через перевал Макалу-Ла (7400 м) по классическому маршруту до высоты 8000 метров и нашли дальнейший путь слишком лавиноопасным. В рамках этого же выхода они частично исследовали ранее не пройденный северный гребень, который выше 8000 также оказался лавиноопасен. Последующая попытка пройти в альпийском стиле западную стену не увенчалась успехом из-за недостатка взятого с собой бивуачного снаряжения. После возвращения в базовый лагерь Макинтайр оставил команду. Последующие решения Кукучки «… были совершенно спонтанными, лишёнными всяких сомнений и расчётов». 12 октября он налегке, взяв с собой только 2 кг еды, газовую горелку, 3 газовых баллона, 2 скальных крюка, ледобур, 9 м верёвки и спальник, вышел из базового лагеря. К 14 октября он поднялся до бивуака на 8000 м на северном гребне, с которого к тому времени сошли лавины, и на следующий день в одиночку, по новому маршруту, в альпийском стиле достиг вершины своего третьего восьмитысячника.
13-17 июля 1982 года в связке с Куртыкой он поднялся траверсом через северную (7490 м) и центральную вершины (8011 м) на Броуд-Пик (8051 м), а годом позже с ним же в течение месяца совершил восхождения сразу на два гималайских гиганта в массиве Гашербрум (оба по новым маршрутам и в альпийском стиле) — 1 июля на Гашербрум II (по юго-восточному гребню), а 23 июля на Гашербрум I (по юго-западной стене).

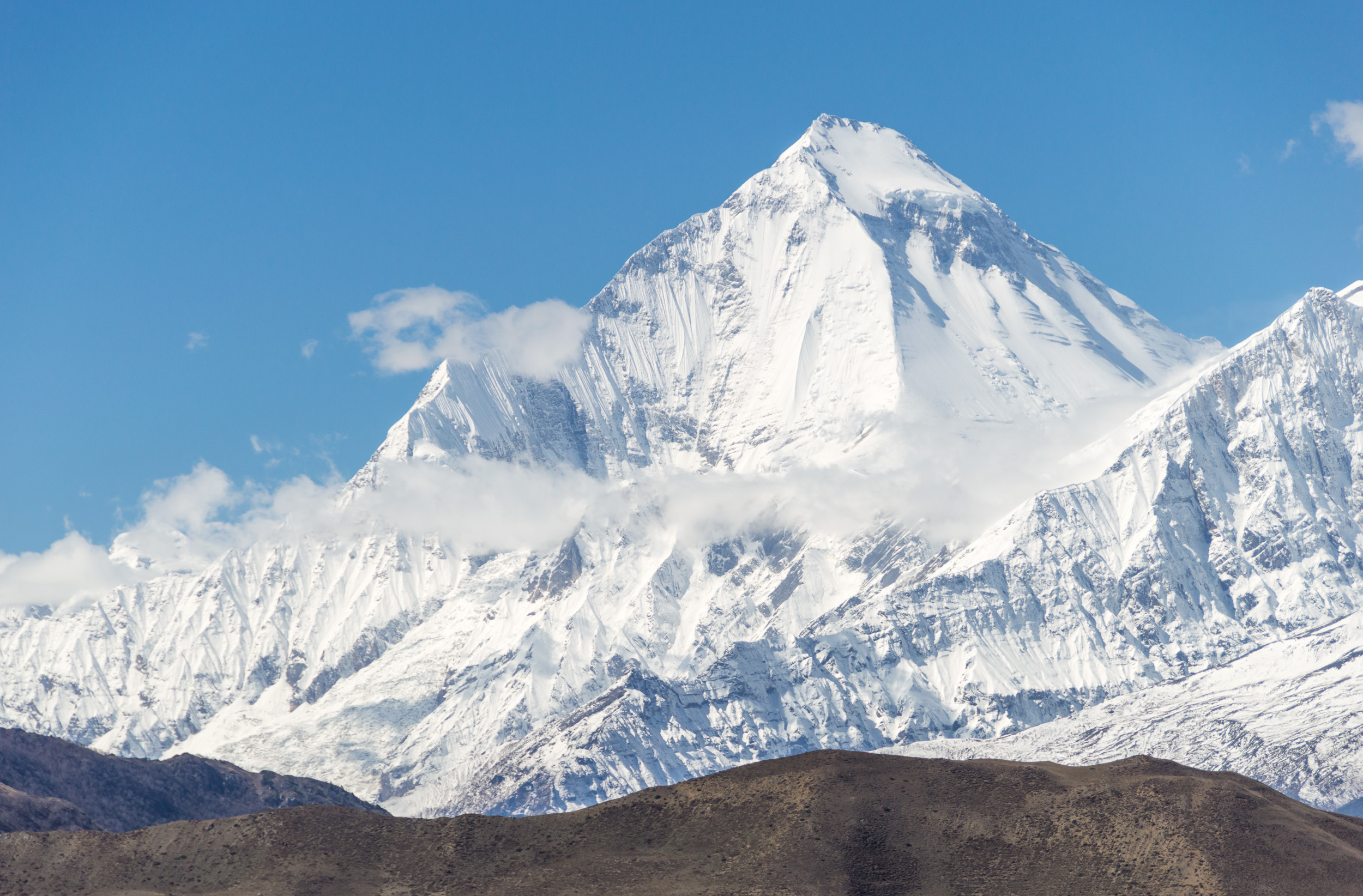
Дхаулагири

Зимой 1984-85 годов поляки организовали сразу несколько зимних экспедиций на восьмитысячники. Экспедиция альпклуба Гливи́це (руководитель Адам Бильчевский, участники — Януш Скорек (зам. руководителя), Януш Баранек, Анджей Чок, Юлиан Кубович, Ежи Кукучка, Мирослав Курась, Анджей Махник, Вацлав Сонельский и Кшиштоф Витковский (врач)) штурмовала Дхаулагири (8167 м), а польско-канадская команда под руководством Завады (Мацей Бербека, Эугенюш Хробак, Кшиштоф Флячиньский (врач), Мирослав Гардзелевский, Анджей Хейнрих и Мацей Павликовский; канадцы — Мартин Бекман, Андрэ Фрапье (фр. André Frapier), Жак Олек (фр. Jacques Olek) и Ив Тессир (фр. Yves Téssier) (врач)) билась за Чо-Ойю (новый маршрут по юго-восточному ребру). Первая группа с 3-го декабря сражалась с ураганными ветрами и обильными снегопадами. Только к 12 января им удалось преодолеть отметку 7000 метров, а 20 января организовать штурмовой лагерь IV на высоте 7600, откуда на следующий день Чок и Кукучка вышли на штурм вершины, которой достигли в три часа пополудни. Спуск проходил в условиях практически нулевой видимости и обернулся для Кукучки двумя «холодными ночёвками», а для Чока отморожениями ног III степени.

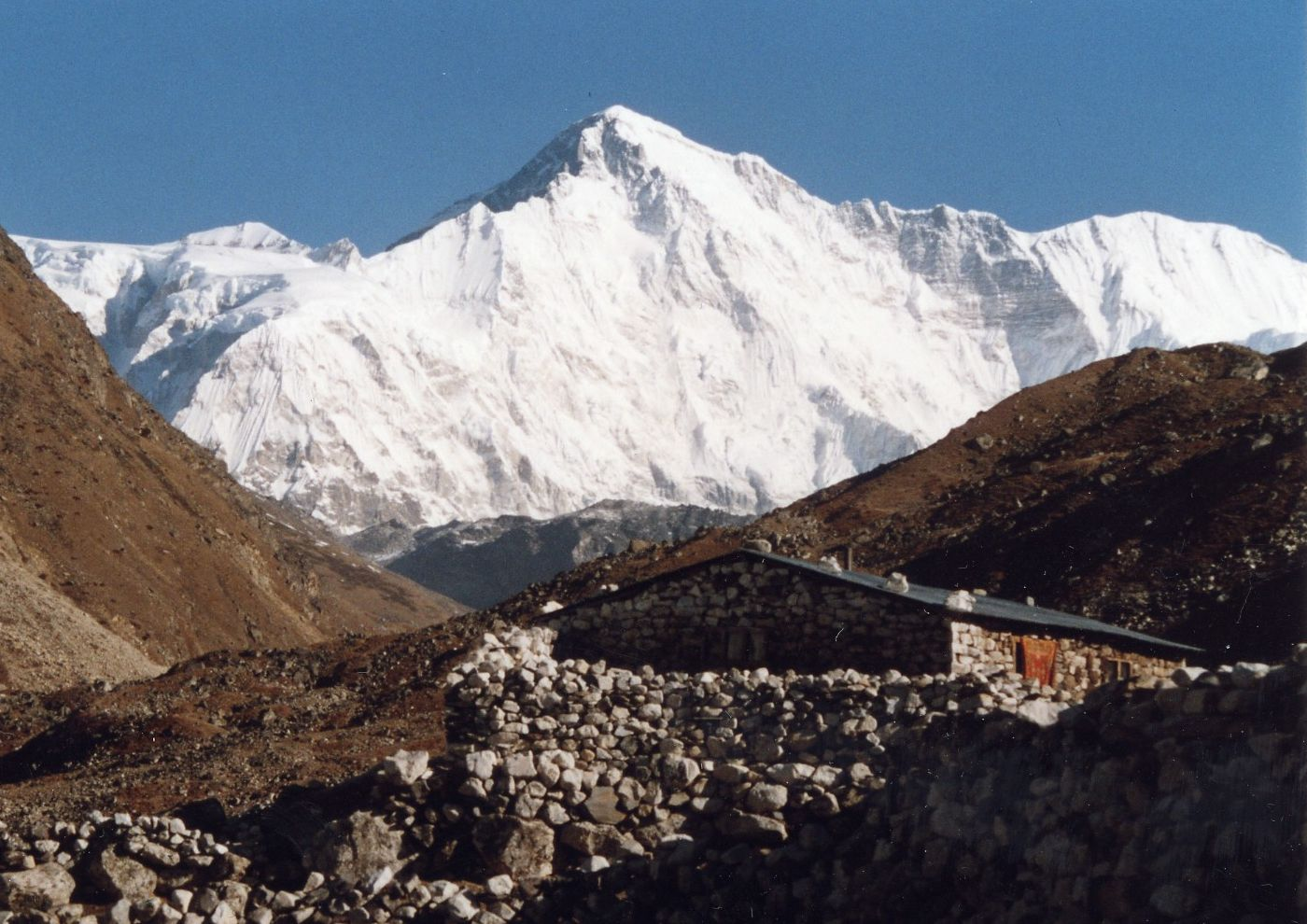
Чо-Ойю

Уже 25 января Кукучка покинул стан экспедиции и отправился в одиночку в базовый лагерь экспедиции Анджея Завады под Чо-Ойю (более чем в 300 км от Дхаулагири), до которого добрался 8 февраля. Там к этому моменту был провешен маршрут до 7200 м, и Хробаком с Гардзелевским организован лагерь. 9 февраля Кукучка с Хейнрихом вышли на гору. Пока они поднимались, 10 февраля Бербека и Павликовский перенесли лагерь на 7500 м, из которого 12 февраля достигли вершины. Перенос лагеря на 300 метров по высоте вынудил Кукучку и Хейнриха провести «холодную ночёвку» буквально в 60 метрах ниже лагеря, но, несмотря на это, 15 февраля в 17:15 они стояли на вершине — Кукучка на своём восьмом восьмитысячнике, и третьем, пройденным зимой.
Летом того же года Краковский альпклуб организовал экспедицию на Нанга-Парбат, целью которой было восхождение по новому маршруту по юго-восточному ребру со стороны Рупальской долины. В её состав вошли Миколай Чижевский, Анджей Хейнрих, Пётр Кальмус, Ежи Кукучка, Славомир Лободзиньский, Павел Муляж, Тадеуш Пётровский, Адам Поточек, Анджей Самолевич и Войцех Шимендера, а также Эльза Авила, Мариан Бала и Карлос Карсолио (Мексика). Она начала работу 26 мая, и к 4 июля установила сеть промежуточных лагерей до высоты 6600 м. 11 июля штурмовая связка Карсолио-Хейнрих-Кукучка-Лободзиньский организовала пятый — штурмовой лагерь — на высоте 7200 м, из которого 13 июля в 13:15 достигли своей главной цели.
После успеха на Дхаулагири Гливицкий альплуб поставил перед собой более амбициозную «зимнюю» цель — Канченджангу (8586 м) (по юго-западной стене). Начало новой зимней польской экспедиции пришлось на декабрь 1985 года, в её состав вошли ветераны Анджей Махник (руководитель), Анджей Чок и Кукучка, а также Кшиштоф Велицкий, Людвик Вильчиньский, Пётр Беднарчик, Гжегож Флигель, Артур Хайзер, Александра и Казимир Лоренцс (США) и другие участники, в том числе из Бразилии и Великобритании. К 3 января без помощи со стороны высотных носильщиков международная команда организовала сеть лагерей до высоты 7800 м (лагерь IV). 7 января первая группа альпинистов (Чок, Кукучка, Велицкий и Пшемыслав Пясецкий) вышла из базового лагеря на финальный штурм и 10 января достигла штурмового лагеря. На следующее утро Чок, почувствовавший себя плохо, начал спуск в сопровождении Пясецкого, а Кукучка и Велицкий продолжили восхождение и после полудня достигли вершины (Велицкий в 13:30, Кукучка спустя 45 минут). К ночи они благополучно спустились в лагерь IV. Достижение польских альпинистов оказалось омрачено — состояние Чока после начала спуска начало резко ухудшаться, и, несмотря на все усилия команды, он тем же вечером умер от отёка лёгких.

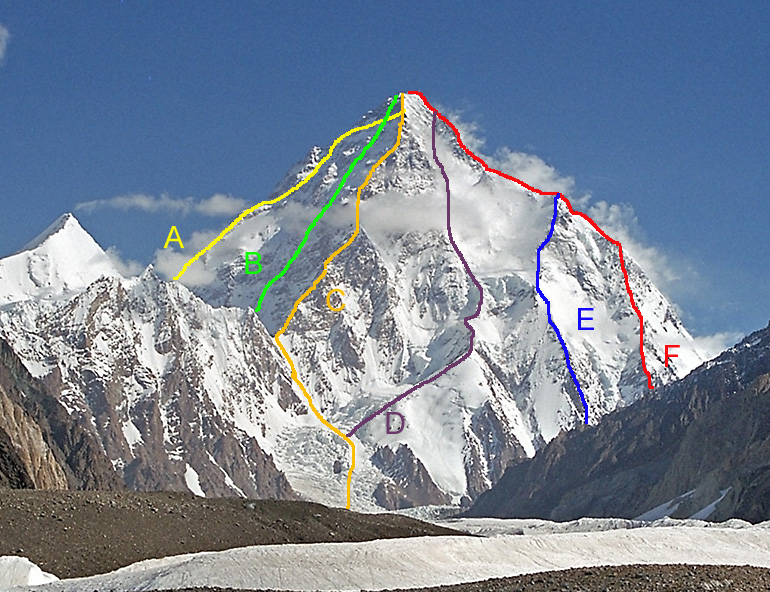
D — польский маршрут по Южной стене на K2

Летом этого же года Кукучка вместе с Тадеушем Петровским вошли в состав международной гималайской экспедиции под общим руководством доктора Карла Херлигкоффера (Германия), которая имела разрешения на восхождения на Броуд-Пик и К2 — на последнюю только по южной стене. По этим причинам экспедиция работала двумя независимыми группами. Поляки и альпинист из Германии Тони Фройдиг решились на попытку пройти по центру южной стены. 7 июня альпинисты разбили базовый лагерь и к 24-му провесили маршрут до высоты 7400 метров (к этому моменту Фройдиг сдал, и поляки остались вдвоём), после чего из-за плохой погоды им почти полторы недели пришлось отсиживаться в базовом лагере. 3-го июля, как только распогодилось, Кукучка с Петровским вышли на штурм. На следующий день они поднялись до последнего лагеря на 7400 м, выше которого маршрут был неизвестен. 5 июля по заснеженным ледовым участкам поляки подошли к началу огромного кулуара, который за характерный вид получил название «клюшка» («The Hockey Stick»). Заночевав на 7800 м, на следующий день партнёры поднялись на 400 метров по кулуару и на высоте 8200 м упёрлись в крутой, не просматривающийся снизу, скальный бастион, сложность которого оценили в V+, что на такой высоте делает его практически непроходимым. Весь следующий день они пробовали пройти бастион, но смогли пройти лишь одну верёвку. Им пришлось во второй раз заночевать на высоте 8200 м, и, что хуже, тем же вечером они лишились последнего газового баллона. Понимая, что с тяжёлыми рюкзаками выше этой точки им не подняться, утром 8 июля, оставив на ночёвке все вещи и взяв с собой только спальные мешки и фотоаппараты, Кукучка с Петровским вышли на штурм. В полдень на высоте 8300 они вышли на ребро Абруццкого (классический маршрут), по которому в 18:25 в условиях ухудшающейся погоды поднялись на вершину — по новому маршруту, в альпийском стиле, без дополнительного кислорода. Первую «холодную ночёвку» на спуске они провели на 8300 м в наскоро вырытой снежной пещере. На следующий день в отсутствие видимости удалось спуститься только на 400 метров — пришлось снова заночевать. 10 июля, примерно в 10:30 во время спуска на крутом ледовом участке маршрута Тадеуш Петровский погиб в результате срыва. Кукучке удалось с трудом добраться до лагеря корейской экспедиции на 7300 м, откуда, после отдыха, он благополучно спустился к подножию вершины, которая стала его одиннадцатым восьмитысячником в карьере.

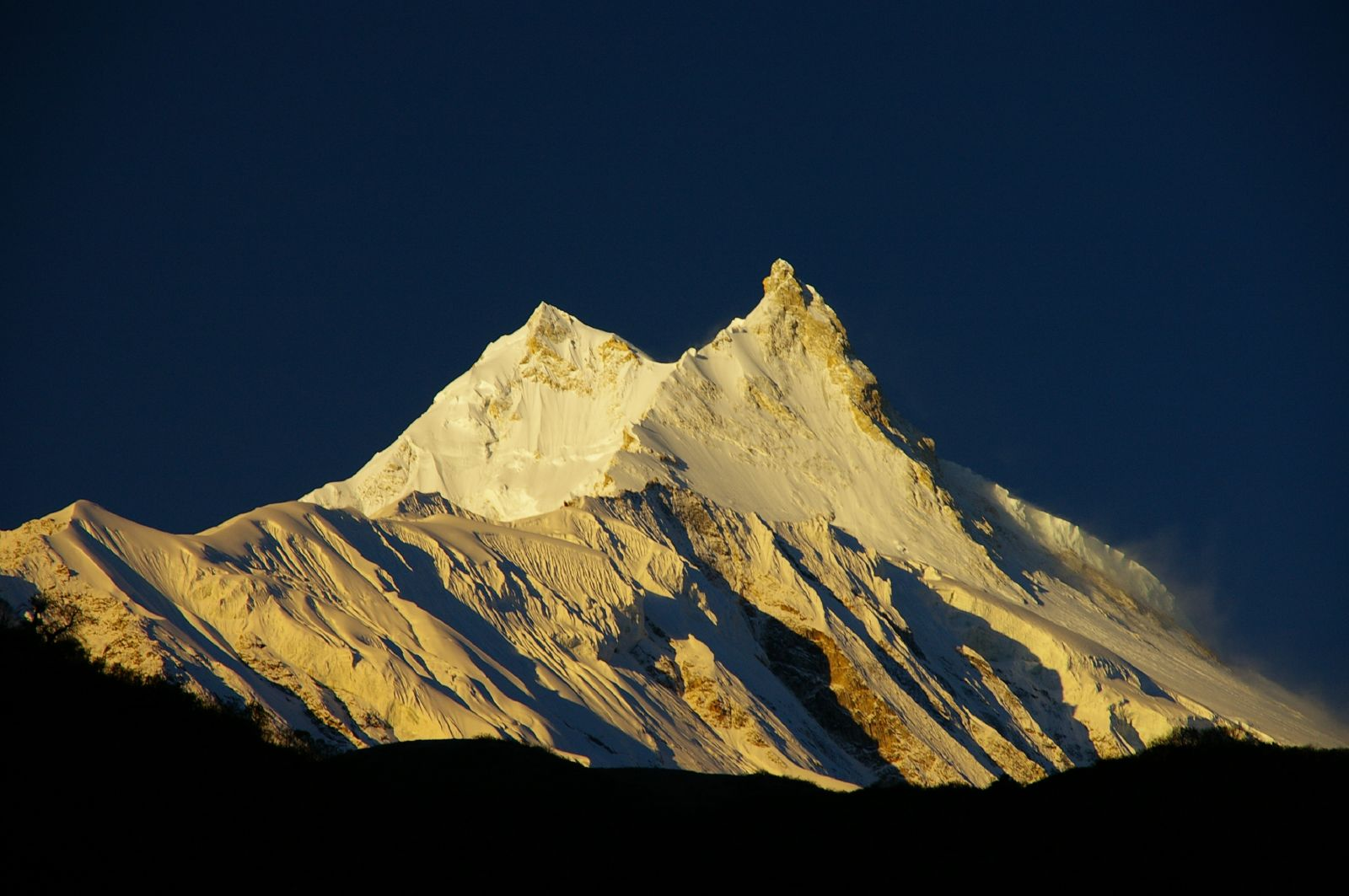
Манаслу. Польский маршрут подъёма визуально по центральному ребру и центру стены на переднем плане фото (главная вершина на заднем плане).

Двенадцатой вершиной Ежи стала Манаслу (8156 м). Осенью 1986 года он возглавил международную команду, штурмовавшую восточный — не пройденный никем — гребень на эту вершину, в состав которой вошли Карлос Карсолио и Эльза Авила (Мексика), Артур Хайзер, Войтек Куртыка, Ришард Варецкий и Эдвард Вестерлунд (Австрия). 8 сентября на 4 400 м был разбит базовый лагерь, но спустя месяц работы на горе удалось подняться лишь на 2000 метров по высоте — намеченный путь оказался чрезвычайно долгим и сложным. В итоге альпинисты нашли новый путь подъёма — по северо-восточному ребру, по которому 10 ноября Кукучка с Хайзером в альпийском стиле вышли на восточный гребень и поднялись на вершину. Участвовавший в восхождении Карсолио из-за обморожения ног не дошёл до вершины считанные 200 метров.
К началу осени у Ежи Кукучки в багаже были 11 восьмитысячников, а у Месснера — его главного «конкурента» за «Корону Гималаев», на тот момент 12 вершин выше 8000 метров, и весь альпинистский мир следил за окончанием этой «гонки». 16 октября 1986 года, пока Кукучка штурмовал Манаслу, Месснер поднялся на свою 14-ю вершину (13-й стала 25 сентября Макалу), чем поставил точку в этой гималайской эпопее.
Не останавливаясь на достигнутом, в начале января 1987 года Кукучка возглавил организованную Варшавским альпклубом зимнюю экспедицию на Аннапурну (участники Артур Хайзер, Ванда Руткевич, Кшиштоф Велицкий, Ришард Варецкий и Михал Токажевский (врач)). 18 января альпинисты разбили базовый лагерь у северного подножия горы (4200 м), а уже спустя два дня (благодаря хорошей акклиматизации Хайзера, Кукучки и Руткевич (К2 летом)) организовали лагерь III на высоте 6050 м. К 31 января был разбит лагерь IV (6800 м), из которого 1 февраля Велицкий с Руткевич начали спуск на отдых, а Хайзер с Кукучкой вышли наверх. В тот же день они достигли 7400 м, следующий день из-за погодных условий отдыхали, а 3 февраля, воспользовавшись «окном в погоде» достигли вершины, в «общем зачёте», Аннапурна стала седьмым польским зимним восьмитысячником.

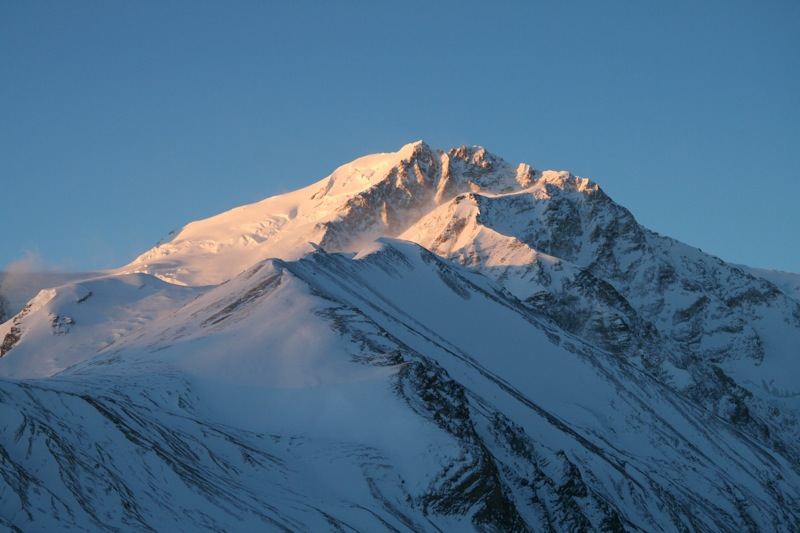
Шиша-Пангма. Вершина по центру фото. Пологий склон левее — классический маршрут. Гребень на дальнем плане правее — западный — путь подъёма Кукучки и его команды. Предвершинный кулуар в центральной части — м-т Антча и Хинкса

Во второй половине лета 1987 года Ежи Кукучка сумел организовать и возглавил ещё одну международную экспедицию в Гималаи, в которую вошли 13 альпинистов из разных стран — Польши (Хайзер, Руткевич, Варецкий), Мексики (Карсолио и Авила), Франции, США, Великобритании и Эквадора. Её целью стала Шиша-Пангма (8027 м) по новому маршруту (по западному гребню). 22 августа альпинисты разбили базовый лагерь на леднике Yebokangal (5900 м) и до конца августа Хайзер и Кукучка организовали два промежуточных лагеря до высоты 7000 метров, которые использовались для акклиматизационных выходов (до этой отметки маршрут совпадал с классическим подъёмом на вершину). Дальнейшему продвижению вверх на некоторое время воспрепятствовала плохая погода. Только в середине сентября альпинисты смогли покинуть базовый лагерь, и 16-го достигли западного, никем не пройденного ранее гребня, по которому, с двумя ночёвками на 7300 и 7950 м, 18 сентября достигли вершины (Кукучка, Хайзер, Руткевич, Авила, Карсолио, Варецкий и альпинист из Эквадора Рамиро Наваретте (Ramiro Navarette)). В рамках этой же экспедиции американец Стивен Антч (Steven Untch) и британец Алан Хинкс прошли ещё один новый маршрут на Шишу (в верхней части классического подъёма по кулуару северной стены).
Восхождение на Шиша-Пангму ознаменовало завершение Ежи Кукучкой серии восхождений на 14 гималайских восьмитысячников. Для этого ему потребовалось 7 лет 11 месяцев и 14 дней. Узнав о его успехе на Шише Месснер послал ему короткую телеграмму: «Ты не второй, ты великий».
«Корона Гималаев» не стала для Ежи завершением спортивной карьеры. 13 октября 1988 года вместе с Артуром Хайзером он поднялся в альпийском стиле по новому маршруту по восточному ребру южной стены на Аннапурну Восточную (8010 м), а годом позже сделал очередной вызов гималайским гигантам.

### Обстоятельства гибели

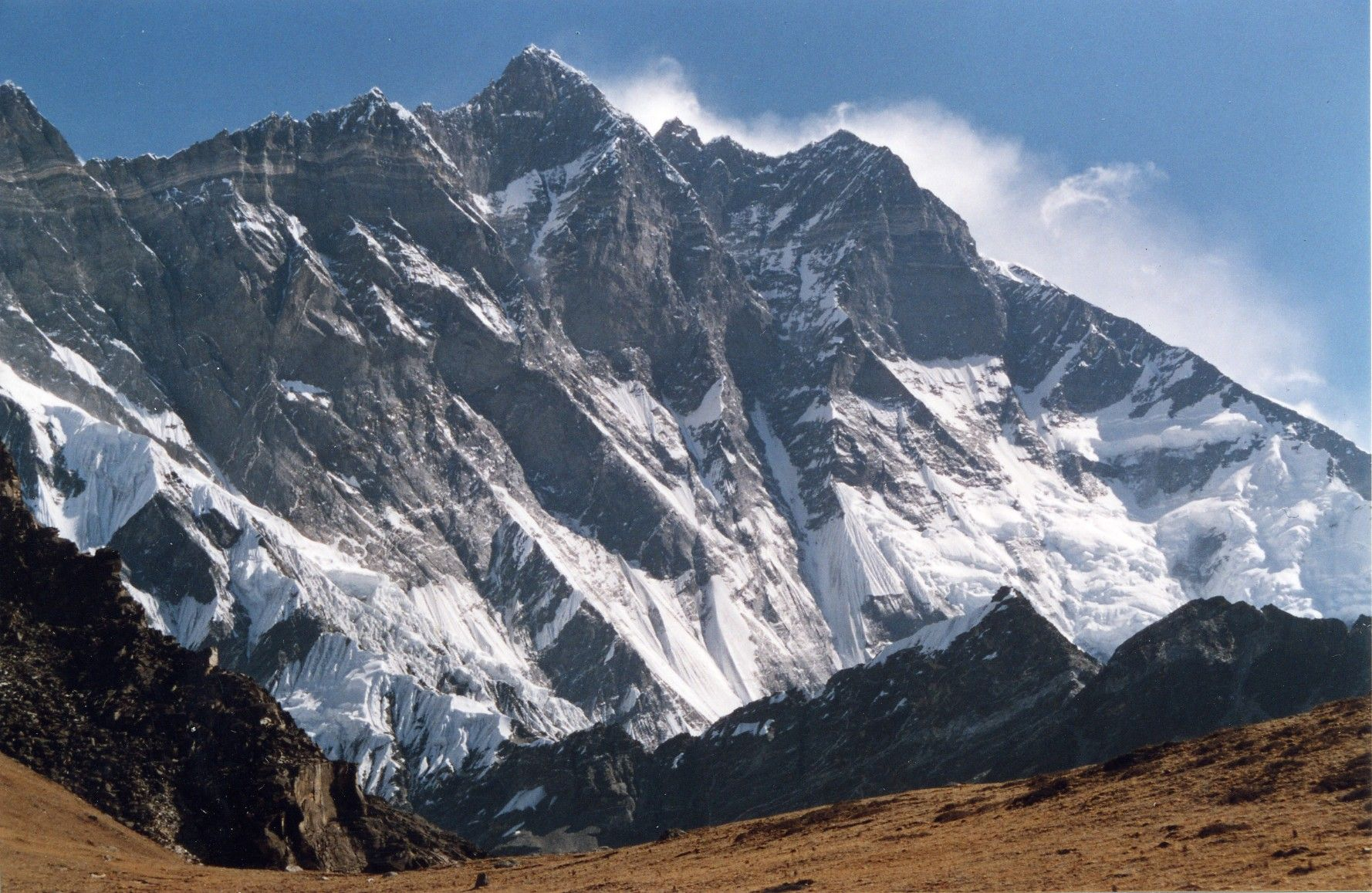
Южная стена Лхоцзе

Ещё в 1985 году Ежи Кукучка предпринял свою первую попытку восхождения на Лхоцзе по Южной стене, которое считалось и считается одной из сложнейших задач технического высотного альпинизма. Тогда ему удалось достичь отметки 8100 м. В 1987 году (когда Кукучка покорял Шиша-Пангму) Хайзеру и Велицкому удалось пройти стену до высоты 8300 м.
Осенью 1989 года Кукучка предпринял вторую попытку пройти стену, которую Месснер назвал «Стеной XXI века». Его партнёром по восхождению стал Ришард Павловский. Поднявшись по уже проторённому маршруту до 8000 метров, утром 24 октября во время обработки маршрута на высоте около 8300 м Кукучка поскользнулся на ледовом участке и в результате обрыва страховочной веревки сорвался на глубину более 2000 метров. Его тело, несмотря на поиски, так и не было найдено. Участниками восхождения было принято решение сообщить о захоронении тела в ледниковой трещине во избежание возможных проблем с социальными выплатами семье покойного, связанными со статусом «пропавший без вести».

## Личная жизнь, достижения, память

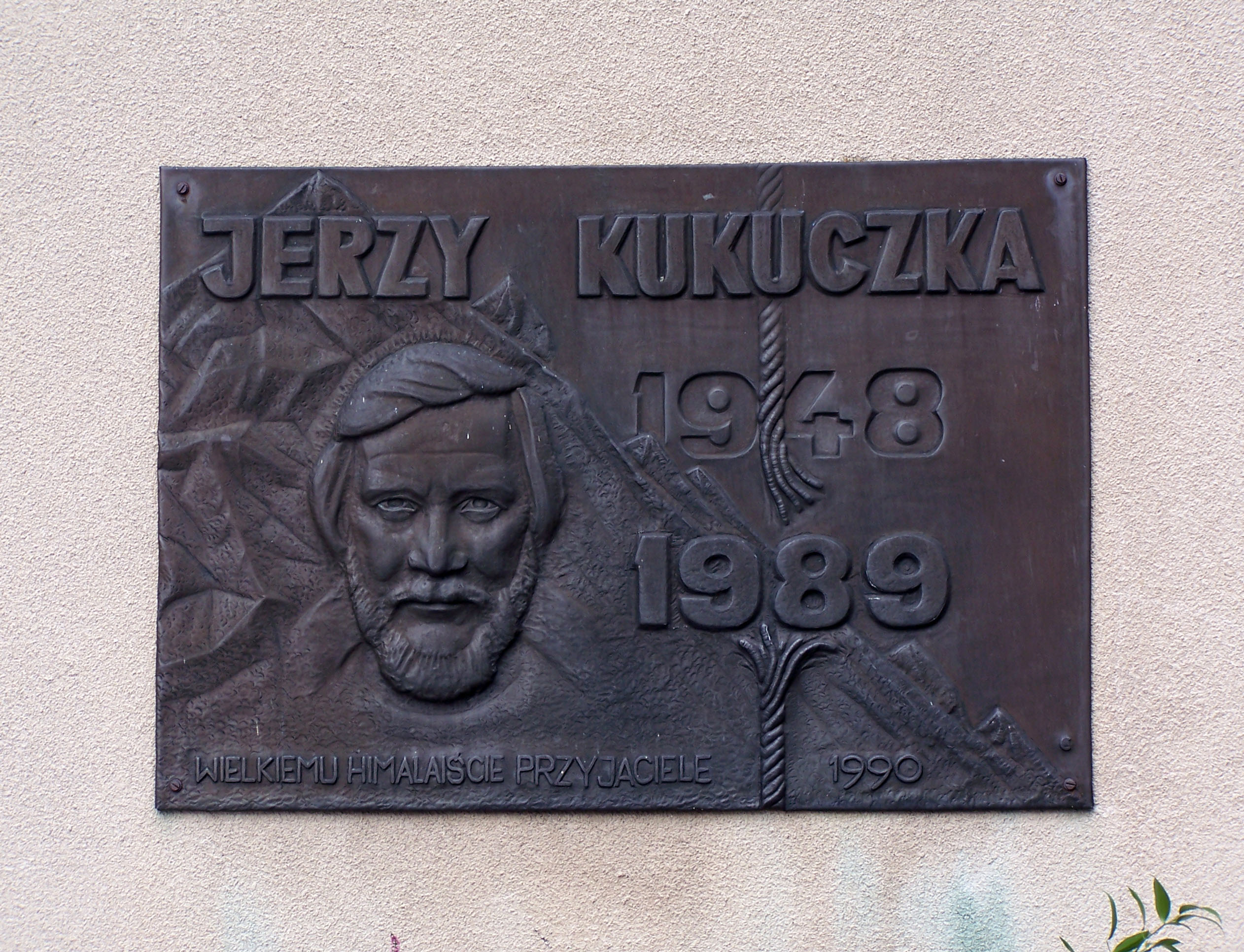
Мемориальная доска в селе Истебна в Польских Татрах

В 1975 году Ежи Кукучка женился на Цецилии Огродзиньской (пол. Cecylia Ogrodzińska). В браке родилось двое детей — Войтек и Мацек.
В 1987 году за восхождение на все восьмитысячники планеты он стал «Человеком года» в Польше. Годом позже, во время XV зимних олимпийских игр в Калгари, за это же достижение Ежи и Райнхольд Месснер были награждены серебряными Олимпийскими орденами Международного олимпийского комитета. В честь этого события в 1988 году в ПНР был выпущен почтовый блок с изображением Ежи (Sc #B148).
О своих восхождениях Ежи Кукучка написал книгу «Мой вертикальный мир» («Mój pionowy świat», в англоязычной версии «My vertical World», во французской «De la mine aux sommets» [досл. Из шахты к вершинам]).
За свои спортивные достижения он стал одиннадцатикратным кавалером золотой медали «За выдающиеся спортивные достижения», золотого и серебряного Креста Заслуги, посмертно награждён Орденом Возрождения Польши, а также удостоен звания почётного члена Польской ассоциации альпинизма.

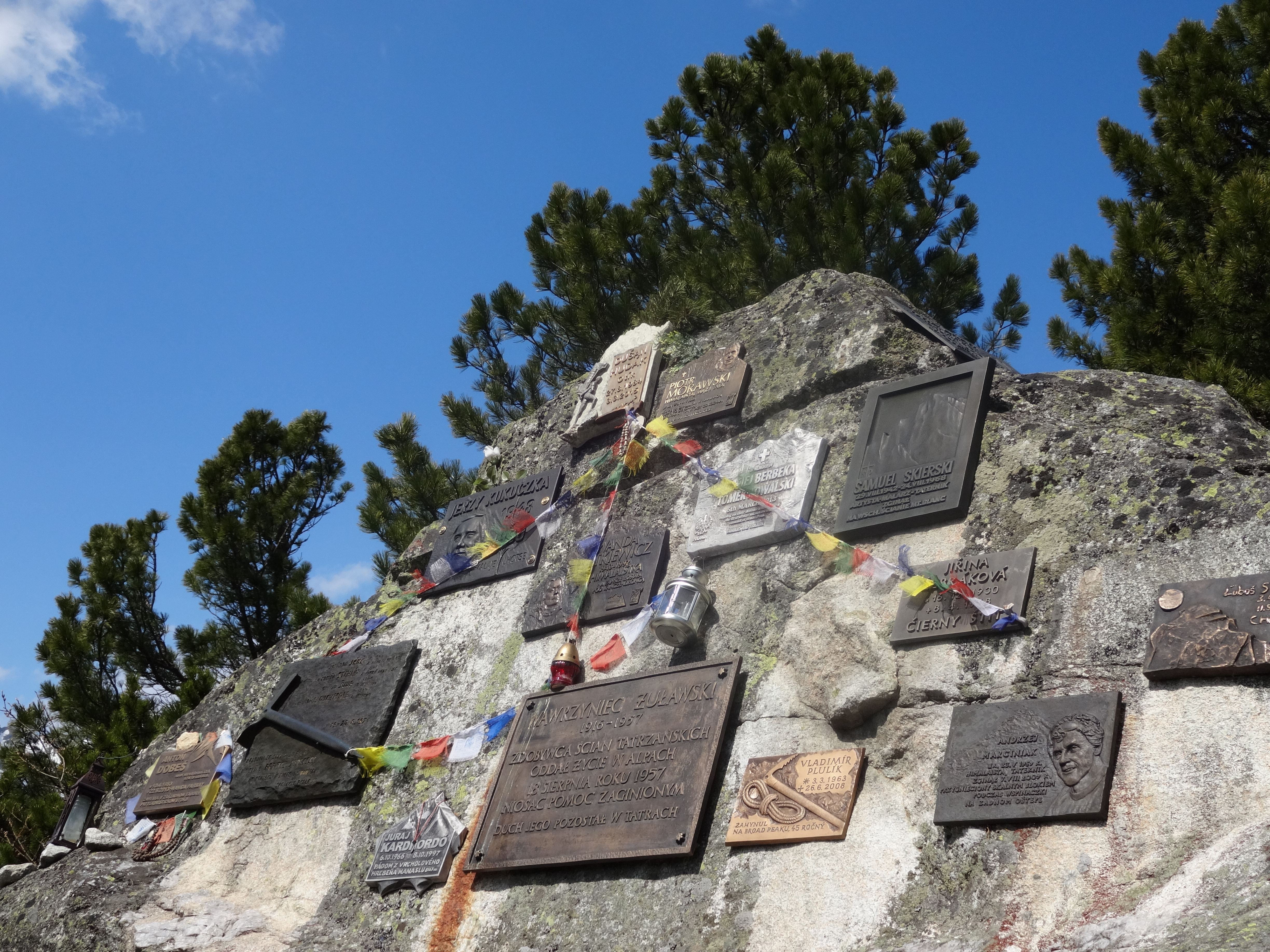
Символическое кладбище всем погибшим в Татрах

Его памяти посвящены несколько документальных фильмов: «Кукучка» (режиссёр Ежи Порембский, 2015), «Юрек» (режиссёр Павел Высочаньский, 2014), а также книга Дарюша Кортко и Марцина Петрашевскогго «Кукучка. Повесть о настоящем польском альпинисте». Имя Кукучки носят Академия физической культуры в Катовице, а также ряд улиц и учебных заведений Польши.
У подножия Лхоцзе, на Символическом кладбище всем погибшим в Татрах, а также на родине родителей в Истебне его имя увековечено на памятных досках. Там же — в Истебне, с 1996 года его супругой открыт и содержится дом-музей, где представлены памятные вещи из его многочисленных экспедиций.
28 октября 2015 года в Катовице открыт памятник трагически погибшим в горах членам Катовицкого альпклуба, среди которых Кукучка и его партнёр Артур Хайзер.

## Комментарии
1. ↑  7 лет, 11 месяцев и 14 дней[4]
2. ↑  Командой восходителей было принято решение о такой форме заявления о погребении во избежание проблем, связанных со статусом "пропал без вести" в польском законодательстве, и, как следствие, отсутствия социальных выплат семье погибшего в течение некоторого времени[5]
3. ↑  пол. Dokonałem fantastycznego odkrycia. Skalna zabawa wciągnęła mnie tak bardzo, że wszystko inne przestało się dla mnie liczyć
4. ↑  Поляки получили от Непальских властей разрешения на восхождения и зимой и весной. В зимней экспедиции Кукучка участия не принимал.
5. ↑  второй маршрут на вершину
6. ↑  Помимо технических сложностей, с целью экономии веса альпинисты взяли с собой на восхождение всего 4 скальных крюка и одну 30-метровую бухту верёвки.
7. ↑  верёвку во время срыва перерезало об острый скальный выступ